# 克拉拉·比尔
克拉拉·加布丽埃莱·比尔（德語：Klara Gabriele Bühl，2000年12月7日—），德国女子足球运动员。她曾代表德国参加2024年夏季奥林匹克运动会足球比赛，获得一枚铜牌。她也曾参加2019年和2023年国际足联女子世界杯。